# Phytoseius calopogonium
Phytoseius calopogonium är en spindeldjursart som beskrevs av Moraes och Guilherme A.M.Lopes 2004. Phytoseius calopogonium ingår i släktet Phytoseius och familjen Phytoseiidae. Inga underarter finns listade i Catalogue of Life.